# JR東海巴士

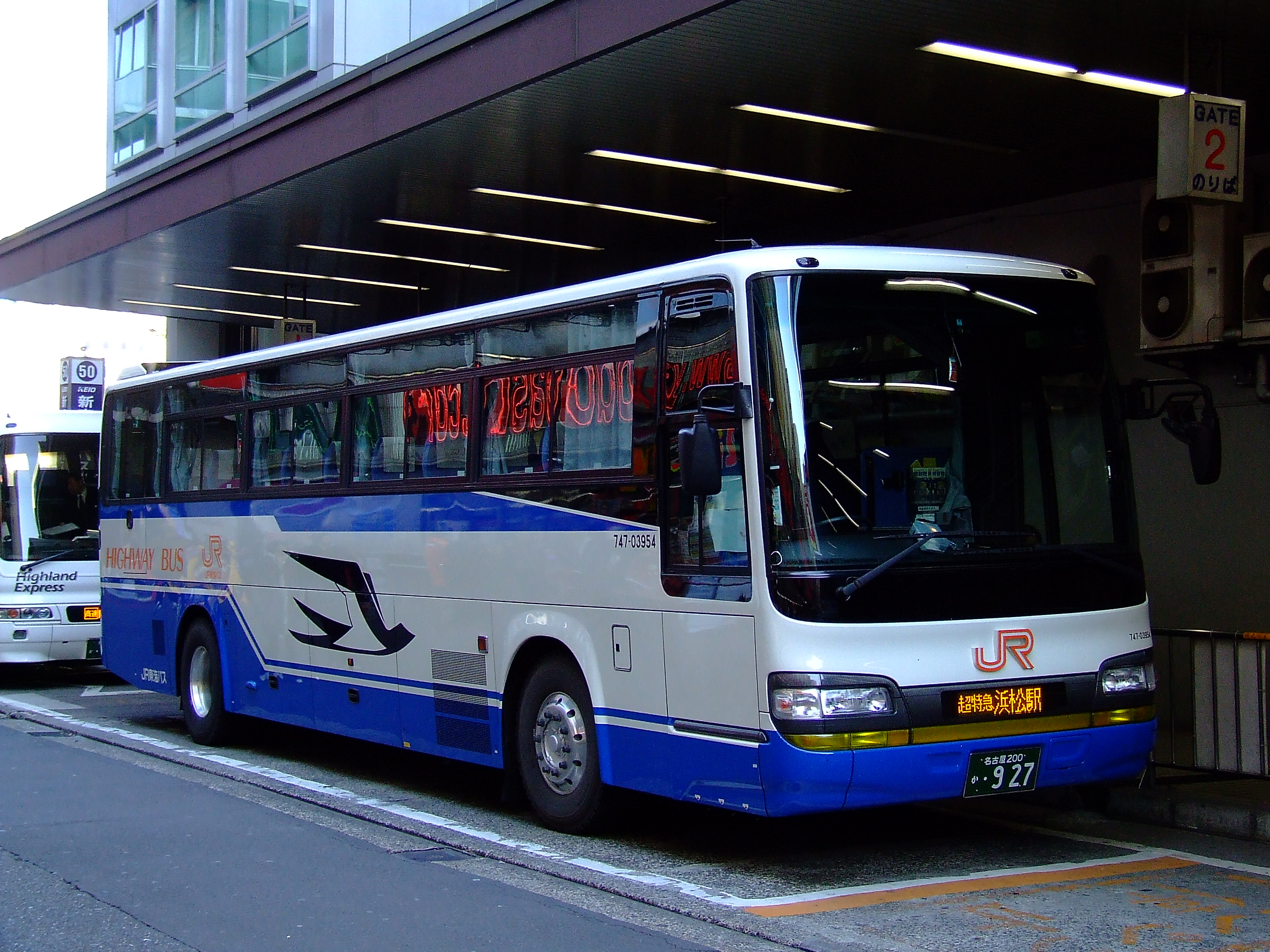
日野S'elega R

JR東海巴士（日语：ジェイアール東海バス株式会社）是JR東海全資持有負責經營巴士業務的公司。

## 歷史
- 1987年4月1日：日本國鐵分割民營化，東海旅客鐵道汽車事業部（通稱JR東海巴士）成立。
- 1988年2月24日：JR東海巴士株式會社成立。
- 1988年4月1日：JR東海巴士繼承原先的事業部門，開始營業。
- 2002年9月30日：大野線、天龍線、名金急行線停止營業。
- 2006年9月30日：中部國際空港線停止營業，成為JR集團之內唯一沒有地方路線巴士、僅有高速巴士的公司。

## 外部連結
- JR東海巴士（页面存档备份，存于）